# Museo civico di Conegliano
Il Museo civico di Conegliano ha sede nella torre superstite del Castello di Conegliano, sulla cima del Colle di Giano.

## Storia
Subito dopo la seconda guerra mondiale l'amministrazione cittadina, intendendo dare una sede opportuna a diversi cimeli e memorie già custoditi nel municipio, decretò l'istituzione del Museo civico (1946), riproponendo quindi una genesi che già da metà dell'Ottocento aveva dato avvio a numerosi musei del Veneto. Le diverse raccolte composte di reperti archeologici, affreschi staccati, pitture, monete, armi, lapidi, suppellettili e strumenti domestici, documenti, stampe, opuscoli, carte geografiche e ricordi dell'attore coneglianese Ferruccio Benini, si sono poi ingrandite mediante donazioni e acquisti, secondo una politica che ha privilegiato essenzialmente la dilatazione della pinacoteca.
Nato dunque come museo storico dedicato alla storia locale, e caratterizzato in tal senso anche grazie agli interessi del primo direttore, Antonio Tocchio, il museo ha poi ricevuto, sotto la direzione di Alfredo De Mas, una sterzata verso l'ambito artistico incrementando la raccolta mediante acquisti sul mercato antiquario.
La pinacoteca è oggi il settore privilegiato per consistenza ed esposizione: diverse opere documentano momenti diversi della pittura veneta; alcune di esse provengono dall'ambito locale e sono state in modi più o meno fortuiti salvate dalle dispersioni successive alla chiusura dei complessi religiosi.
Nel 2004 è stato posto all'interno del Museo Civico il plastico, opera del trevigiano Ennio Tiveron, del Castello di Conegliano com'era all'epoca della Serenissima.

## Opere

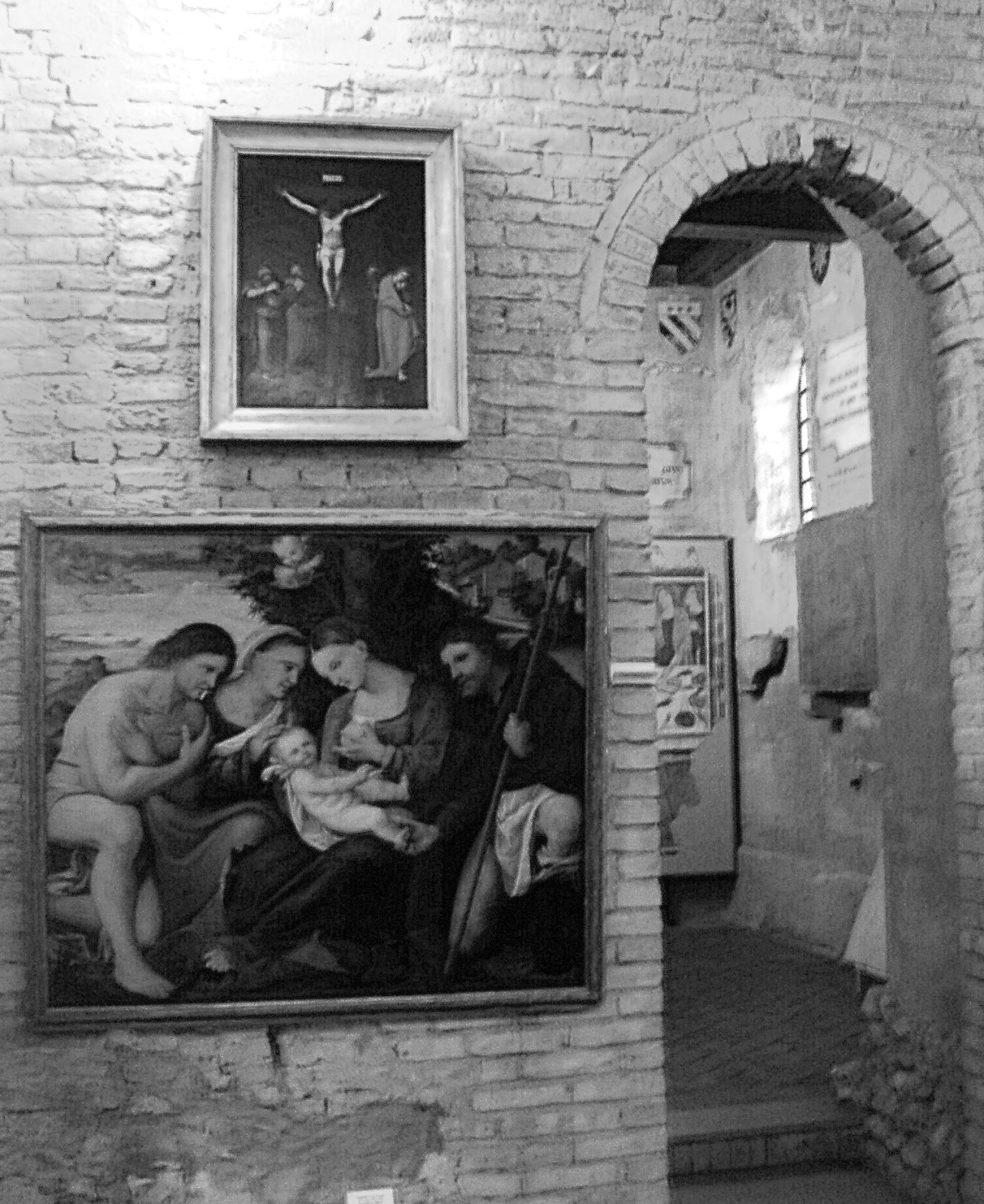
Particolare della pinacoteca

Le opere che troviamo nel museo civico sono molteplici:
-grande affresco della VERGINE CON IL BAMBINO E I 4 SANTI, donato alla città nel 1954, si tratta di una pittura a livello, in cui troviamo Caterina d'Alessandria, il suo volto ieratico suggerisce il fatto che la scena non si stia svolgendo sulla terra, ma in un altro luogo.
-CRISTO BENEDICENTE IN MANDORLA TRA LA VERGINE E SAN GIOVANNI BATTISTA
-CRISTO CHE CONSEGNA LE CHIAVI A SAN PIETRO 
-CROCEFISSIONE DI PIETRO, è opera di un artista della zona, cattura lo sguardo dei visitatori sicuramente per il fatto che il segno è preciso, i colori sono efficaci e la capacità di narrare questo episodio è secca e vera.
-ESTER ED ASSUERO, in cui la figura femminile trascolora e sviene dopo che la verga del sovrano l'ha toccata.
-CADUTA DI SIMON MAGO, caratterizzato dall'avvitamento di Simon Mago sopra San Pietro, vediamo anche un accenno di paesaggio.
-L'ANNUNCIAZIONE: la Vergine molto velocemente accoglie l'angelo (rappresentato in modo imponente) che le sta per annunciare la venuta di Gesù. Nessuno è immobile, né Dio, né la colomba, nemmeno la Vergine Maria, anche il cesto da lavoro non è fermo; tutto si muove a parte il gatto, che sembra ignorare quel momento fuori dal comune.
-EDICOLA FUNERARIA ROMANA, risalente alla metà del I sec. d.C., che raffigura due personaggi che indossano la toga.
-ULTIMA CENA, XVI sec., affresco attribuito a Battista da Sarano: sopra al tavolo sono presenti delle suppellettili di vetro, e, curiosamente, gamberi di fiume, rappresentati spesso nel territorio trevigiano. Questi potrebbero avere un multiplo significato: forse l'allusione zodiacale, l'eresia oppure il tradimento di Giuda. L'affresco strappato è stato donato da Vittorio Comin.
Altre stanze in cui possiamo trovare testimonianze storiche e artistiche legate al territorio sono:
-Sala del Camino: stanza contenente una elegante cappa di camino a forma di corno dogale.
-Ultimo piano: dedicato a personalità legate a Conegliano, contiene testimonianze, busti e oggetti ad essi appartenuti.
Alla fine della visita una scala conduce alla sommità merlata.
I merli sono ghibellini, anziché guelfi, probabilmente per le antipatie verso il papato che erano presenti in città nel momento del restauro, il 1849.
In cima al castello è presente una terrazza dalla quale si può godere del panorama della città e di tutta l'area circostante: la pianura veneta fino alla laguna di Venezia (solo in condizioni favorevoli), buona parte della pianura friulana, i colli morenici del trevigiano e la catena montuosa delle Prealpi bellunesi.